# Gary S. Chafetz
Gary S. Chafetz (* 26. August 1947) ist ein US-amerikanischer Journalist und Autor. 

## Leben
Gary Chafetz ist der Sohn des Psychiaters Morris Chafetz und der Herausgeberin Marion Chafetz, geb. Donovan. Er studierte an der University of Massachusetts. Ab 1987 arbeitete er als freier Journalist, bevor er 1989 beim Boston Herald anfing. Ab 1991 war er Korrespondent des Boston Globe. Er führte mehrere Interviews mit Jack Abramoff von Juni 2006 bis Mai 2008 vor dessen Verurteilung und während dessen Haft.
Chafetz heiratete 1988 eine Managerin und wurde Vater von zwei Kindern. Er lebt in Cambridge, Massachusetts.

## Werke
- The Search for the Lost Army: The National Geographic and Harvard University Expedition. Novelle. Bettie Youngs Book Publishers, 2013, ISBN 978-1-936332-98-4.
- Obsession: The Bizarre Relationship Between a Prominent Harvard Psychiatrist and Her Suicidal Patient. Crown Publishers, New York 1994, ISBN 978-0-517-59558-9
- The Perfect Villain : John McCain and the Demonization of Lobbyist Jack Abramoff. Martin & Lawrence, Groton 2008, ISBN 978-0-97738988-9.
- Donald L. Brown; Gary S. Chafetz: The Morphine Dream. Bettie Youngs Book Publishers, 2013, ISBN 978-1-936332-25-0.